# Sílvia Serafim Thibau
Sílvia Serafim Thibau (Rio de Janeiro, 27 de julho de 1902 - Niterói, 27 de abril de 1936) foi uma jornalista e escritora brasileira.

## Biografia
Filha de Augusto Serafim, auxiliar de Oswaldo Cruz, foi casada com o médico Ernesto Thibau Júnior, e mãe de três filhos, Mauro, Cláudio e Roni (fruto de seu relacionamento com Armando Menezes).  
Dedicava-se à escrita jornalística e atuou em diversos periódicos, como O Jornal, Gazeta de S. Paulo e Fon-fon. Ligada às artes, Sylvia era simpatizante do socialismo e do movimento feminista. Escreveu diversos ensaios sobre literatura, romance, poemas, crônicas sob pseudônimos Cinderella, Petite Source, Mariposa Doirada, dentre outros. Era uma das únicas, caso não a única, mulher com um suplemento inteiro em um grande jornal da época. Comandava o suplemento dominical Para a mulher no lar, em O Jornal, de Assis Chateaubriand.
Como consequência do assassinato que cometeu, teve a sua ampla produção artística e política esquecida e apagada, apesar de sua relevância na época. Sua intensa produtividade literária e perfil emancipado para a época - como o desquite em 1929 - tornaram Sylvia uma figura-alvo de tensões conservadoras, como amplamente noticiado pelo jornal carioca Crítica.

## Assassinato do irmão de Nelson Rodrigues
O jornal Crítica aponta um suposto adultério cometido por Sylvia Serafim com o médico e cientista  Manuel Dias de Abreu (1891-1962), mais tarde inventor da abreugrafia, o que não foi comprovado. A matéria de capa do jornal no dia  26 de dezembro de 1929, "Entra hoje em juízo nesta capital um rumoroso pedido de desquite!", sugeria que o verdadeiro motivo de seu desquite seria o adultério. Nela, Sylvia é retratada pelo ilustrador Roberto Rodrigues como se acariciada pelo médico. Sylvia havia estado na redação do jornal na noite anterior (Natal de 1929), e conversado com o próprio Roberto, que chegou a prometer que não publicaria a matéria.
No dia seguinte, foi até a loja Espingarda Mineira, comprou uma arma e seguiu para a redação do jornal procurando por Mário Rodrigues. 
Na redação, na ausência de Mário Rodrigues, solicita uma audiência com Mário Filho, que também não estava. Quem estava era novamente Roberto. Ambos entram em um gabinete. Não há testemunha sobre o que teriam conversado, mas após algum tempo Sylvia termina por atirar em sua barriga, a queima-roupa, perfurando o intestino. Roberto morreria três dias depois. Na redação estava o irmão da vítima, Nelson Rodrigues, então com 17 anos. O crime marcaria a vida de Nelson, que posteriormente declarou que "o meu teatro não seria como é, nem eu seria como sou, se eu não tivesse sofrido na carne e na alma, se não tivesse chorado até a última lágrima de paixão o assassinato de Roberto."
O processo criminal foi acompanhado por uma feroz campanha promovida pelo jornal, que chamava a ré de "literata do Mangue" e "cadela das pernas felpudas". Seu julgamento foi o primeiro no Brasil a ser transmitido ao vivo pelo rádio, e se tornou palco de uma disputa político-ideológica entre grupos conservadores/reacionários e grupos feministas/progressistas. O advogado de defesa, Clóvis Dunshee de Abranches, alegou que Sílvia havia sido caluniada. Ao passo que o advogado de acusação, Max Gomes de Paiva, sugeriu que Sylvia “trocou sua condição de anjo do lar pela profissão de jornalista, para satisfação de sua vaidade”. Mais do que o assassinato em si, para Crítica o crime maior de Serafim era ser jornalista. O assassinato apenas corroborava isso, como deixam claro em diversas matérias: “como classificar uma mãe que desmancha seu lar para escrever contos nos jornaes?”. Conforme Sergio Schargel, doutor pela UERJ e seu bisneto, em sua tese sobre o caso "Grupos conservadores e reacionários passaram a utilizar o caso como símbolo da decadência moral que, segundo eles, era o resultado de uma sociedade que começava a conceder maiores liberdades às mulheres".
Sylvia acabaria absolvida por cinco votos a dois, todavia excedera o "métron" da sociedade da época e sua "húbris", miticamente, ditaria seu destino. "Uma Ruptura" e "Achas que devo hesitar", crônicas dela, publicadas em 1929 sobre a mulher em casamentos fracassados, dividida entre seu coração e a segurança e o que era "de bom tom", deixavam patente o drama que ela viveria: o envolvimento romântico com um jovem oficial aviador, Armando Serra de Menezes, seis anos mais jovem e com quem teria um filho. A transferência do tenente para Curitiba, a insistência de Sylvia nesse amor malsinado, levando-a a segui-lo até o Paraná e a temerária compra de um diploma falso de bacharel em Direito, conduzi-la-iam, novamente, às páginas policiais e por fim à prisão e ao desespero, culminando no suicídio no Hospital de Custódia em 1936 aos 33 anos.

## Representações
O assassinato de Roberto entrou para a memória coletiva e recebeu ampla cobertura e repercussão em diversas mídias. Nelson Rodrigues dedica diversas crônicas de seu livro O reacionário ao impacto do assassinato de seu irmão em sua vida, e Ruy Castro amplia a discussão em O anjo pornográfico. O crime de Silvia Thibau também foi encenado como um episódio do programa Linha Direta, da Rede Globo, exibido em 7 de junho de 2007. Letícia Spiller fez o papel da jornalista e Eriberto Leão representou Roberto Rodrigues.
A tragédia foi contada também na peça A vida como ela é, espetáculo sobre a vida e obra de Nelson Rodrigues encenado em 2010, e serviu ainda de inspiração para o romance Sylvia não sabe dançar (2012), de Cristiane Lisbôa.
As versões divergem em alguns pontos, tanto mais considerando as ficções.

## Obras publicadas
- Fios de prata, sinfonia da dor, 1930
- Ramos de coral (poemas de coração de mãe), 1931
- Manual de civilidade, 1935[17]